# Rubén Aguilera (Fußballspieler, I)
Rubén Aguilera (* in Caleta Buena; † 8. März 2016) war ein chilenischer Fußballspieler. Der Stürmer wurde 1951 Torschützenkönig der chilenischen Primera División.

## Karriere
Über die Karriere von Rubén Aguilera ist lediglich bekannt, dass er in der Saison 1951 mit 21 Toren gemeinsam mit Carlos Tello von Audax Italiano Torschützenkönig der Primera División wurde. Zu dieser Zeit lief er für Santiago Morning auf. Weitere Stationen und Daten sind nicht bekannt.

## Auszeichnungen
- Torschützenkönig der Primera División: 1951